# صموئيل غروس (عسكري)
صموئيل غروس (بالإنجليزية: Samuel Gross)‏ هو عسكري أمريكي، ولد في 9 مايو 1891 في فيلادلفيا في الولايات المتحدة، وتوفي في 13 سبتمبر 1934.